# Quercus ilicifolia
Quercus ilicifolia (дуб кущовий) — вид рослин з родини Букові (Fagaceae); поширений у Канаді й США.

## Опис

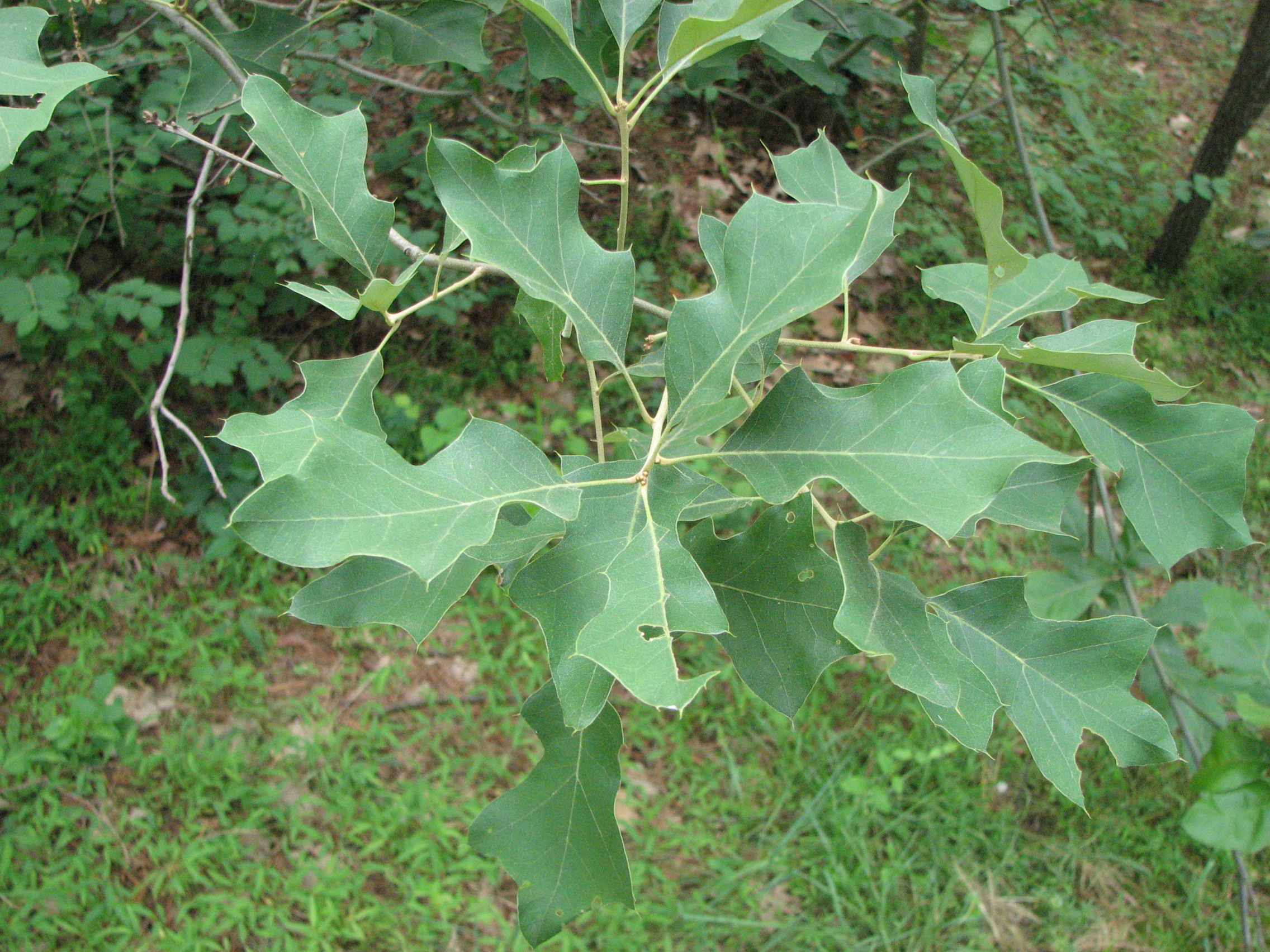
листя

Росте як чагарник або невелике дерево, зазвичай досягає 5.5 м при зрілості. Гілки стрункі, розлогі. Кора темно-сіра, тонка, гладка, стає лускатою і борознистою. Гілочки жовто-коричневі, волосисті. Бруньки темно-коричневі, яйцюваті, запушені. Листки 5–10 × 4–7.5 см, напіввічнозелені; верхівка загострена; основа клиноподібна; 2–5 зубчастих часточок з неглибокими пазухами; темно-зелені зверху й блідіші сіруваті або білясті знизу; темно-пурпурові взимку; ніжки листків запушені, 1–2 см завдовжки. Жолуді завдовжки 1–1.5 см, парні, численні, темно-коричневі, смугасті з чорним, сидячі; чашечка охоплює 1/4–1/3 горіха; дозріває через 2 роки. 2n = 24.
Квітне навесні. Жолуді Q. ilicifolia є важливим джерелом їжі для чорних ведмедів, індиків, рябчиків та інших видів дикої природи.

## Середовище проживання
Поширений на південному сході Онтаріо (Канада) й на сході США.
Цей вид часто зустрічається в густих насадженнях, росте на сухому піщаному ґрунті в пустирях, на кам'янистих схилах або горах; висота: 0–1500 м. Q. ilicifolia є найважливішим компонентом північно-східних піщаних безплідних спільнот.

## Використання
Використовується як декоративна рослина.

## Загрози й охорона
Великою загрозою є втрата та деградація середовища існування через зміну режимів порушень. Придушення періодичної пожежі дозволило пізнішим деревним видам зазіхати на безплідні піщані громади, котрі колись підтримувались як відкриті чагарники та ліси. Соснові безплідні громади, з якими асоціюється Q. ilicifolia, скоротилися на 48% у всьому діапазоні поширення. Крім того, великою загрозою є зміни клімату.